# 담요

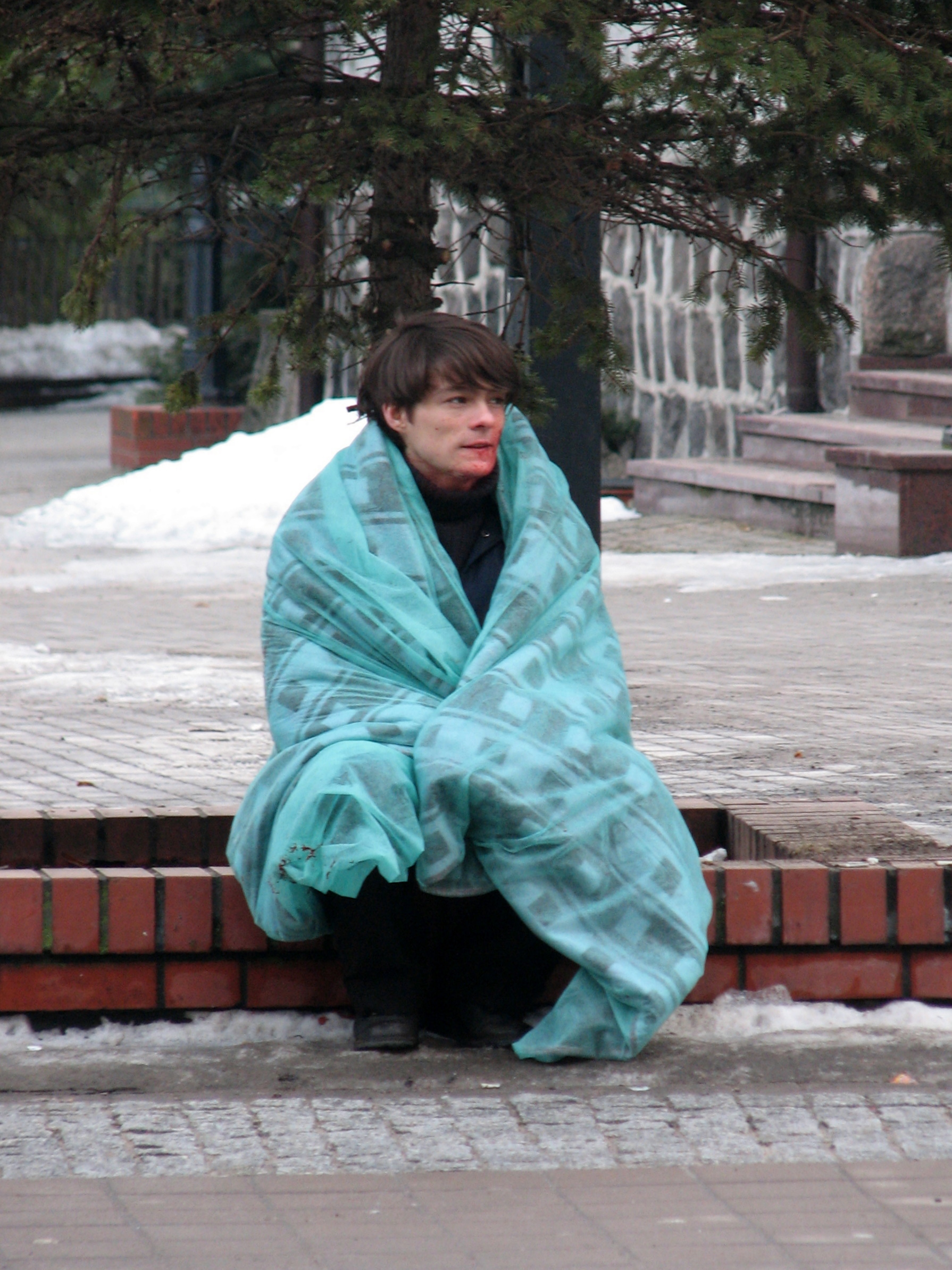
담요를 덮고 있는 남성

담요(毯-)는 털이나 털에 솜을 섞은 것을 굵게 짜거나 두껍게 눌러서, 깔거나 덮을 수 있도록 만든 요 또는 이불이다. 모포(毛布), 탄자로도 부른다.

## 용어
담요의 영어 낱말 블랭킷(blanket)은 14세기 잉글랜드 브리스틀에 거주했던 플라밍계 방직공 토머스 블랭킷 (Thomas Blanket (Blanquette))의 기모 양모 직물이 일반화되면서 생겨난 말이다.

## 이용
담요는 수세기 동안 군사에서 사용되어왔다. 담요는 키가 작은 아이들에게 시큐리티 블랭킷(평안함을 주는 담요)으로 사용되기도 한다.

## 같이 보기
- 양탄자
- 전기담요
- 침낭